# 野沢道生
野沢 道生（のざわ みちお、1963年9月15日（61歳）- ）は、日本の美容師、ヘアメイクアップアーティスト。マセキ芸能社と業務提携。

## 人物
- ヘアサロン「Michio Nozawa HAIR SALON Ginza」代表兼、ヘアプロデューサー。
- 東京都杉並区出身。身長170cm。体重60kg。血液型AB型。
- 大型自動二輪車免許所持。将棋（アマ三段）。剣道（二段）。
- 趣味はスノーボード、ゴルフ、絵、写真撮影、スキー。特技は目隠し将棋（盤を見ずに将棋ができる）。
- フジテレビ「シザーズリーグ」や「ビューティーコロシアム」などのテレビ番組に出演。
- 2015年11月、銀座にヘアサロン「Michio Nozawa HAIR SALON Ginza」をオープン。
- サロンワークの他、テレビやヘアショー、撮影、セミナーなどの活動を行っている。
- 2015年からは、アデランスでエグゼクティブデザイナーを務めている[1][2]。

## 著書
- 『AC´QUA STYLE―キレイについて僕が話そう』（扶桑社、1999年3月）ISBN 9784594026608
- 『かたちと印象―ヘアスタイルでイメージを操作するための造形学』（新美容出版、2003年12月）ISBN 4880306606
- 『似合わせの極意—「似合う」から「すごく似合う」へ!』』（新美容出版、2010年1月）ISBN 4880306630

## 主な出演
- NHK : 明日へ つなげよう / 団塊スタイル / あさイチ / きれいの魔法 / おしゃれ工房
- フジテレビ :  ビューティーコロシアム / 笑っていいとも / 天使の美容室 / シザーズリーグ
- テレビ東京 : 表参道MODE
- 毎日放送 : 情熱大陸
- 関西テレビ：にじいろジーン